# Општина Монор (Бистрица-Насауд)
Монор (рум. Monor) општина је у Румунији у округу Бистрица-Насауд.
Oпштина се налази на надморској висини од 501 m.